# Dolmabahçe-Palast

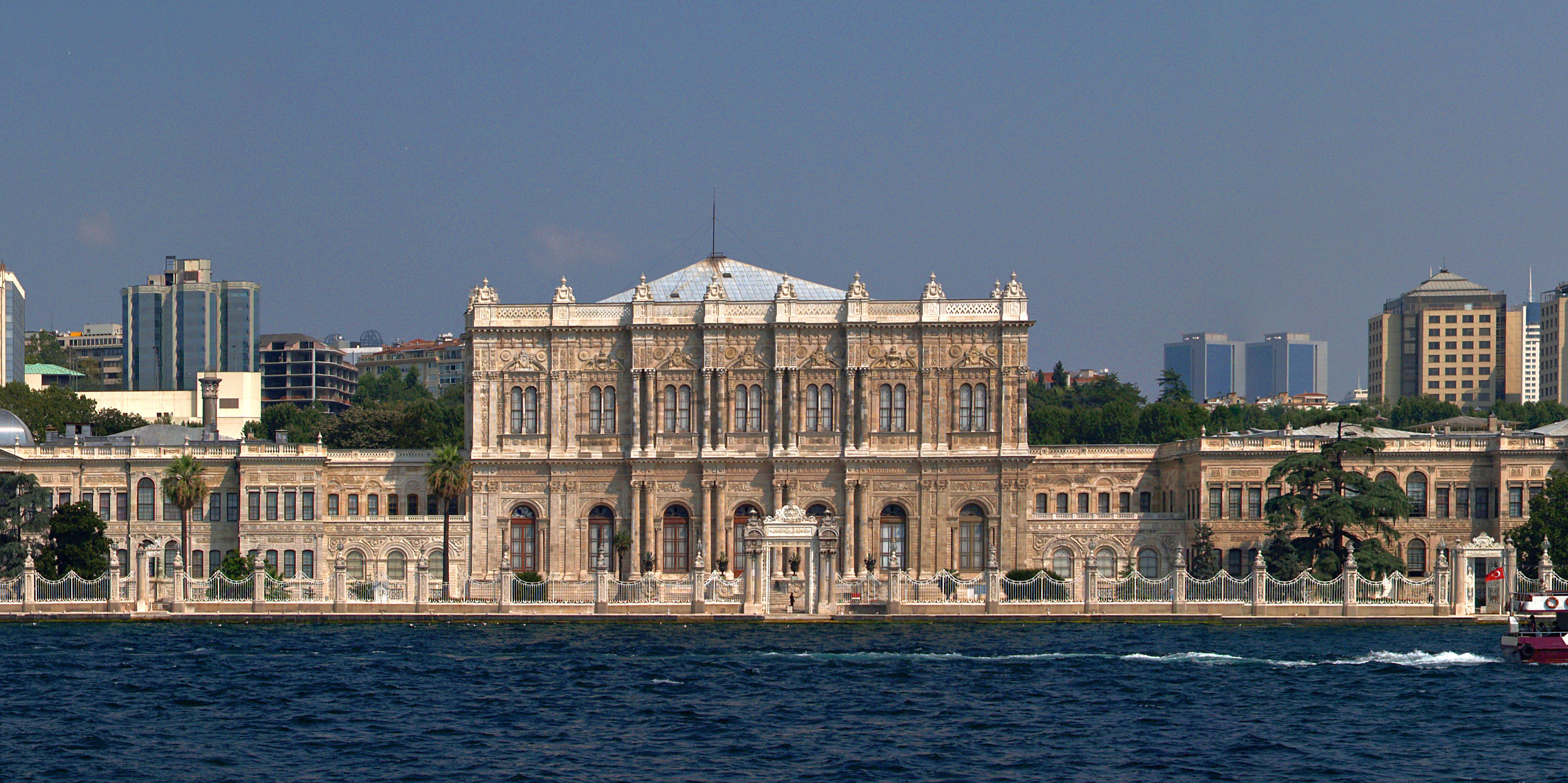
Dolmabahçe-Palast

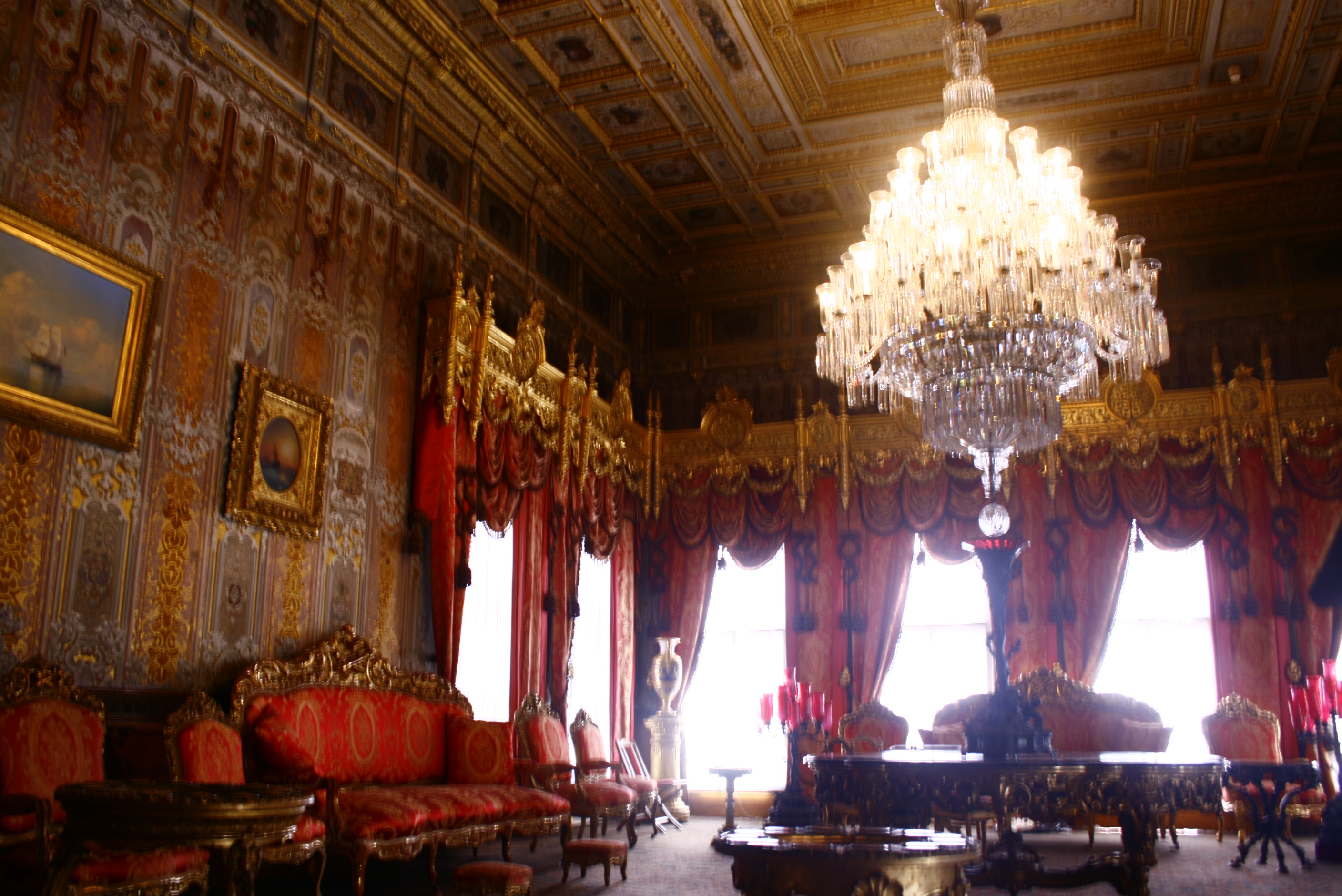
Der ehemalige Empfangsraum des Sultans für Botschafter zeigt ein typisches Beispiel der reichen Innenausstattung des ganzen Palastes

Der Dolmabahçe-Palast (türkisch Dolmabahçe Sarayı) ist eine ehemalige Residenz der Sultane des Osmanischen Reichs in Istanbul. Die neubarocke Zweiflügelanlage wurde 1843 bis 1856 im Auftrag von Abdülmecid I. nach Entwurf von Garabet Amira Balyan erbaut. Hervorzuheben sind das Kristalltreppenhaus, der große Empfangssaal und das Sterbezimmer des Präsidenten Mustafa Kemal Atatürk. Zum Ensemble gehören auch das Sultanstor, der Uhrturm und die Dolmabahçe-Moschee.

## Geschichte
Der Dolmabahçe-Palast, deutsch veraltet Dolma-Bagdsche-Palast, liegt am europäischen Ufer des Bosporus im Bezirk Beşiktaş. Ursprünglich war Dolmabahçe („volle Gärten“) eine Bucht, in der die osmanische Flotte und angeblich sogar schon die Argonauten ankerten. Nach ihrer Verlandung im 17. Jahrhundert entstand dort ein königlicher Garten mit mehreren kleineren Schlössern und Sommerresidenzen. Dieser verlandete Bereich wird im Osten vom Bosporus, im Westen von einem steilen Geländeabbruch begrenzt, der neben dem Gebäude des Palastes und der parallel zum Bosporusufer verlaufenden Straße keinen Platz für eine Gartenanlage von einer Größe bietet, wie sie einen solchen Palast in Mitteleuropa gewöhnlich umgibt.
Bis zur Mitte des 19. Jahrhunderts residierte der Kalif-Sultan des Osmanischen Reichs im weitgehend mittelalterlich geprägten Topkapı-Palast. Nachdem der Kontakt zu Zentraleuropa im Laufe des 18. Jahrhunderts immer intensiver wurde, kulturelle Standards von dort auch im Osmanischen Reich übernommen wurden, erschien es dem Kalif-Sultan wichtig, sich auch hinsichtlich seiner Hauptresidenz an europäischen Standards messen lassen zu können. Im Auftrag von Sultan Abdülmecid I. wurde deshalb durch die armenischen Architekten Karabet und Nikoğos Balyan, die auch eine europäische Architektenausbildung hatten, der Dolmabahçe-Palast vom 13. Juni 1843 bis zum 7. Juni 1856 als neue Residenz er- und später von verschiedenen Herrschern aus- und umgebaut. Die Baukosten betrugen rund fünf Millionen Pfund Sterling (bzw. fünf Millionen ottomanische Goldlira), was damals etwa einem Viertel der jährlichen Steuereinnahmen entsprach. Tatsächlich wurde die Baumaßnahme über die Ausgabe von Papiergeld finanziert. So soll der Finanzminister dem Sultan zu den Baukosten die Auskunft erteilt haben, dass sie 3500 Piaster (damals 32 Pfund Sterling) betragen hätten – das waren die Kosten für den Druck des Papiergeldes! Dieses Finanzgebaren belastete die Staatskasse enorm und trug erheblich dazu bei, dass das Osmanische Reich als „Kranker Mann am Bosporus“ in der zweiten Hälfte des 19. Jahrhunderts in den Staatsbankrott trieb und von ausländischen Mächten finanzpolitisch unter Zwangsverwaltung gestellt wurde.

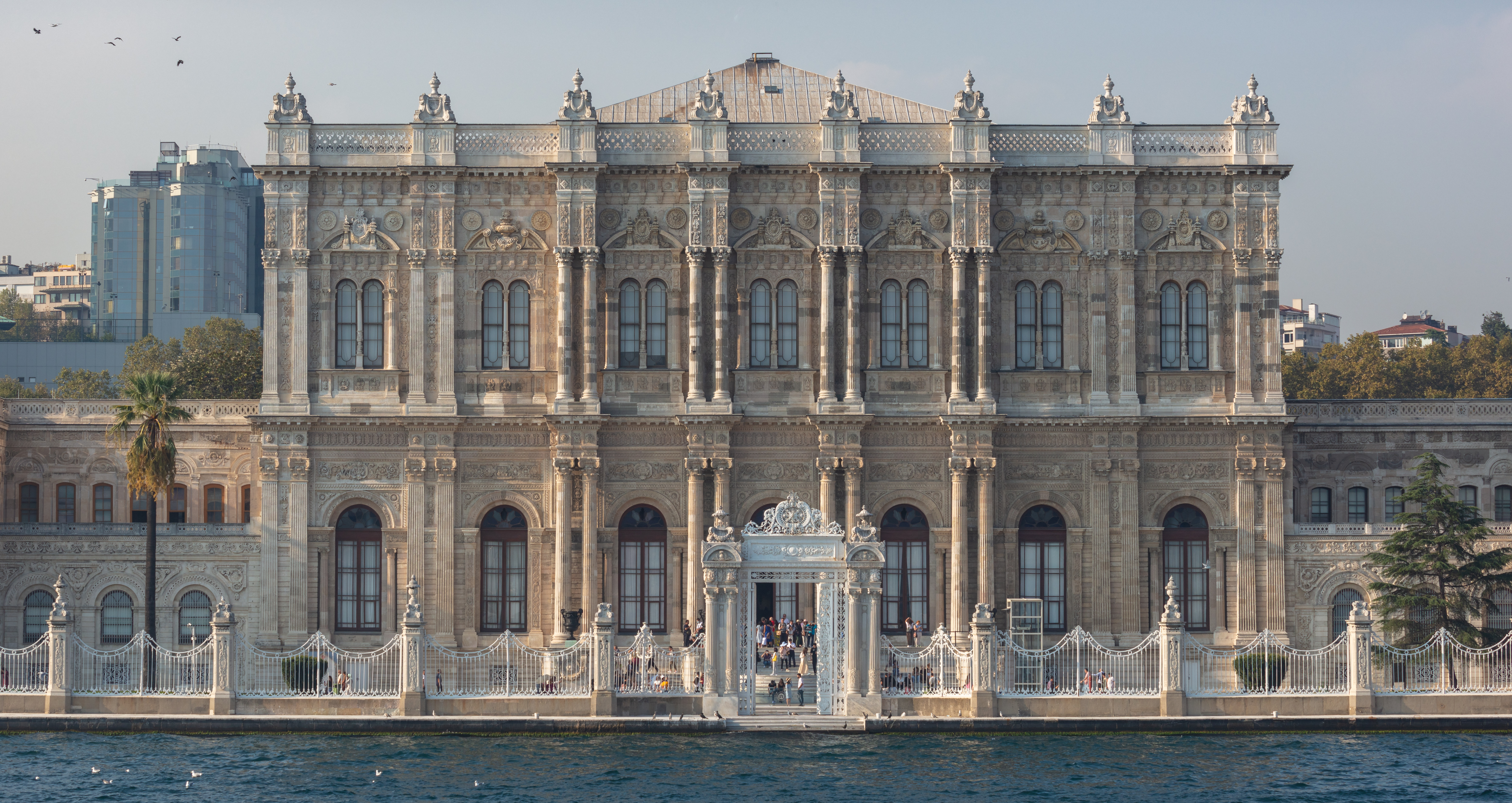
Ansicht vom Bosporus

Der Umzug des Hofes aus dem alten Topkapı-Palast erfolgte unmittelbar nach der Fertigstellung im Jahr 1856. Der Dolmabahçe-Palast war von nun an bis zum Ende der Monarchie die Residenz des Kalif-Sultans, abgesehen von den Jahren 1889–1909, als der Yıldız-Palast diese Funktion übernahm. Der Palast diente somit folgenden osmanischen Monarchen als Residenz: Sultan Abdülmecid I. 1856–1861; Sultan Abdülaziz 1861–1876; Sultan Murad V. 1876–1876; Sultan Abdülhamid II. 1876–1880, danach Yıldız-Palast; Sultan Mehmed V. 1909–1918; Sultan Mehmed VI. 1918–1922; Kalif Abdülmecid II. 1922. Nach Absetzung des Sultans diente der Dolmabahçe-Palast Mustafa Kemal (als Ehrenname Atatürk geläufig) bis zum Umzug der Hauptstadt nach Ankara als Präsidentenpalast und später noch als Istanbuler Residenz. Dazu wurden keine wesentlichen Umbauten vorgenommen. Atatürk starb dort am 10. November 1938 um 9:05 Uhr. Danach wurden alle Uhren im Palast auf 9:05 gestellt und angehalten; dies wurde jahrzehntelang beibehalten, die Uhr in seinem Sterbezimmer zeigt diese Zeit noch heute. Die übrigen Uhren stehen zwar weiterhin still, um sie zu schonen, werden sie aber hin und wieder verstellt und zeigen heute verschiedene Zeiten an. Heute ist der Dolmabahçe-Palast als Museum für in- und ausländische Touristen geöffnet. Er wird auch für Staatsanlässe der türkischen Regierung genutzt.

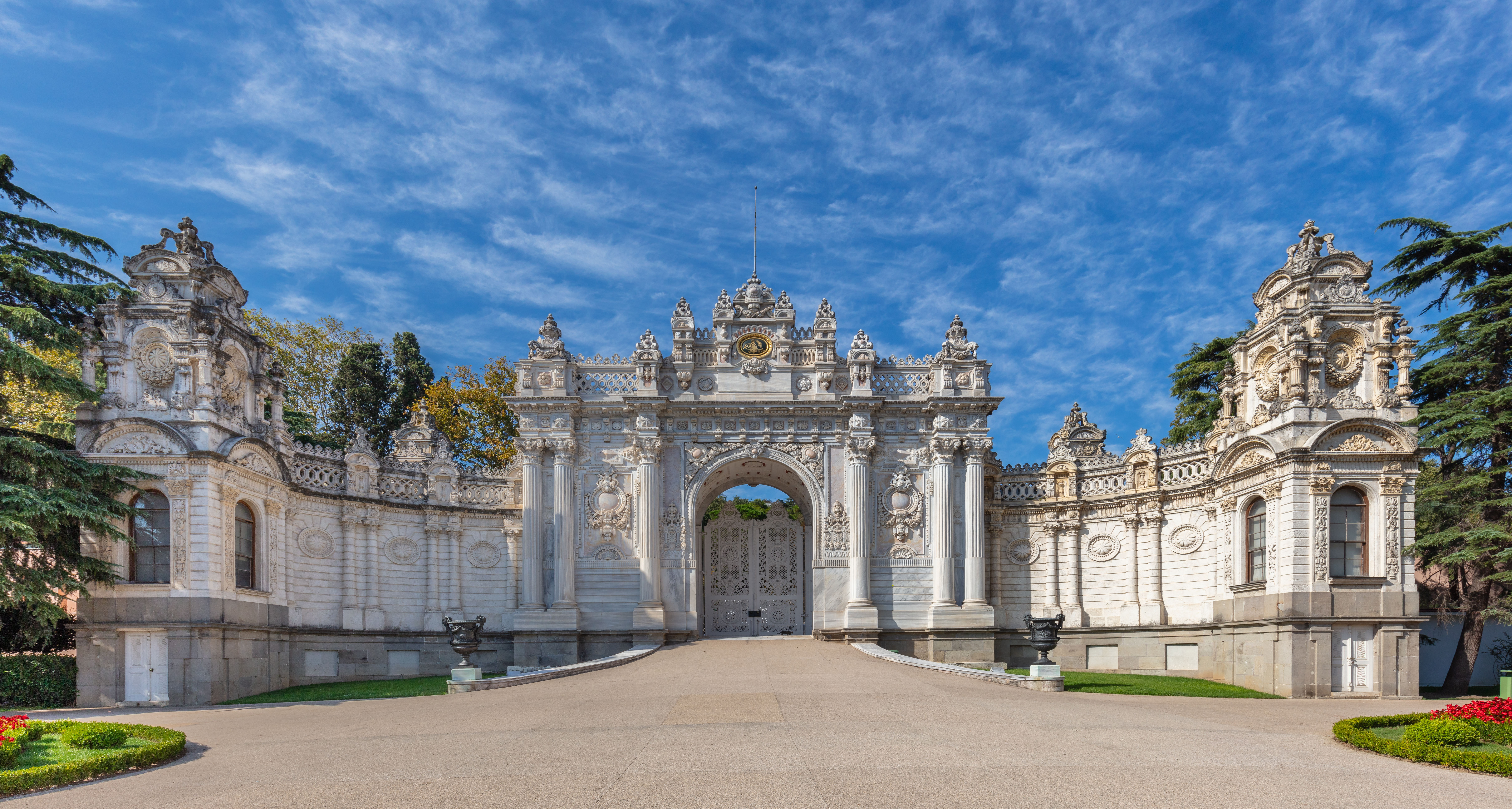
Sultanstor
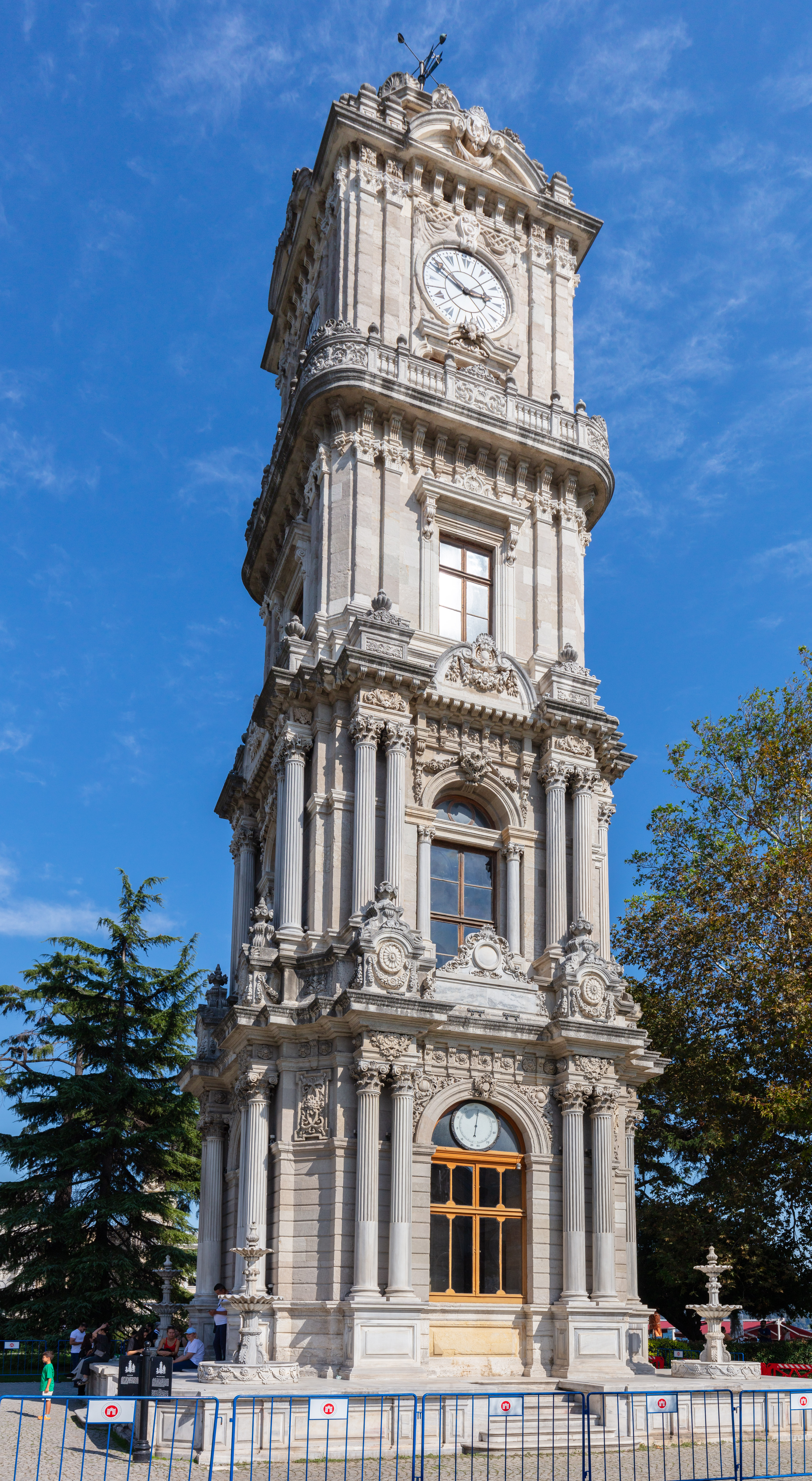
Uhrturm
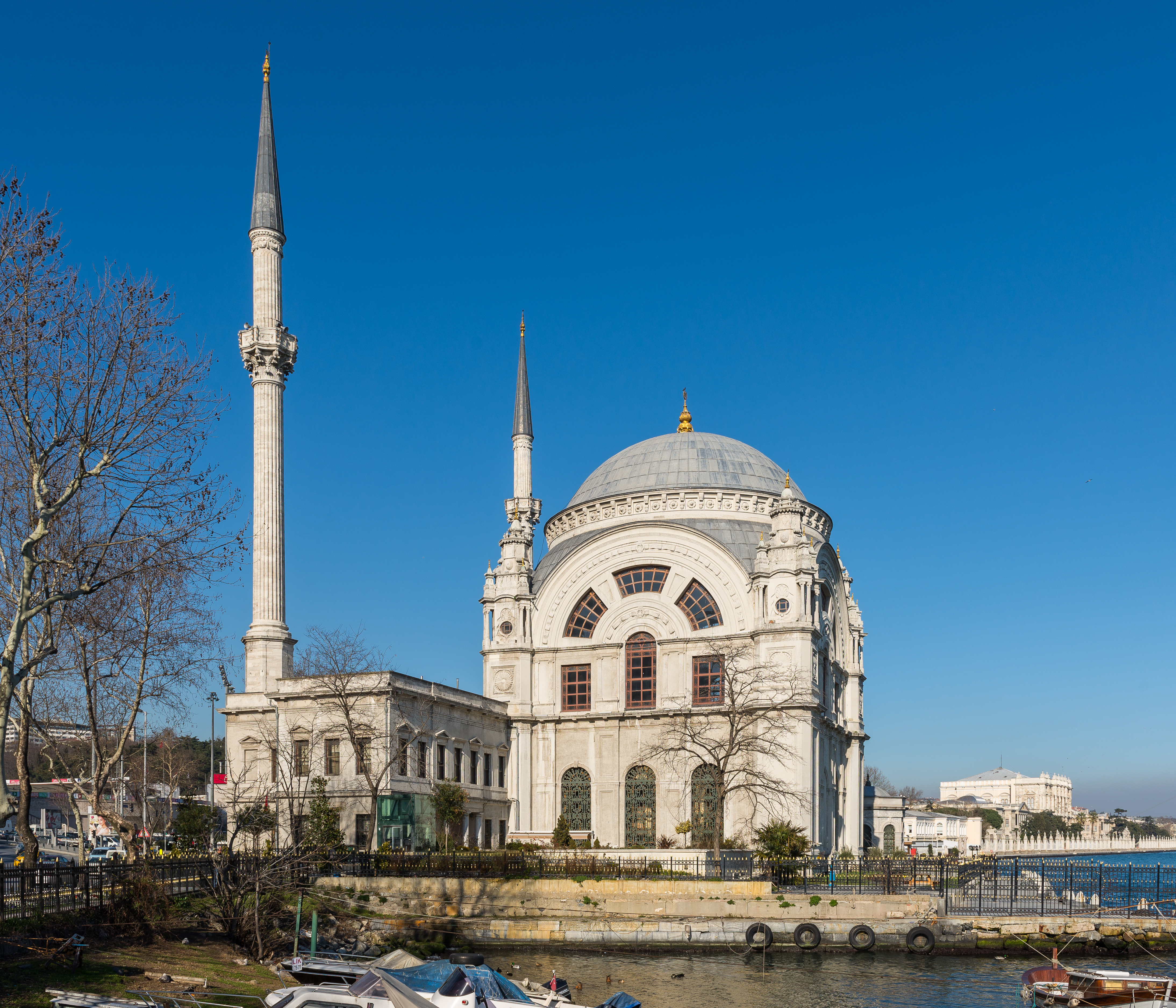
Dolmabahçe-Moschee

## Beschreibung

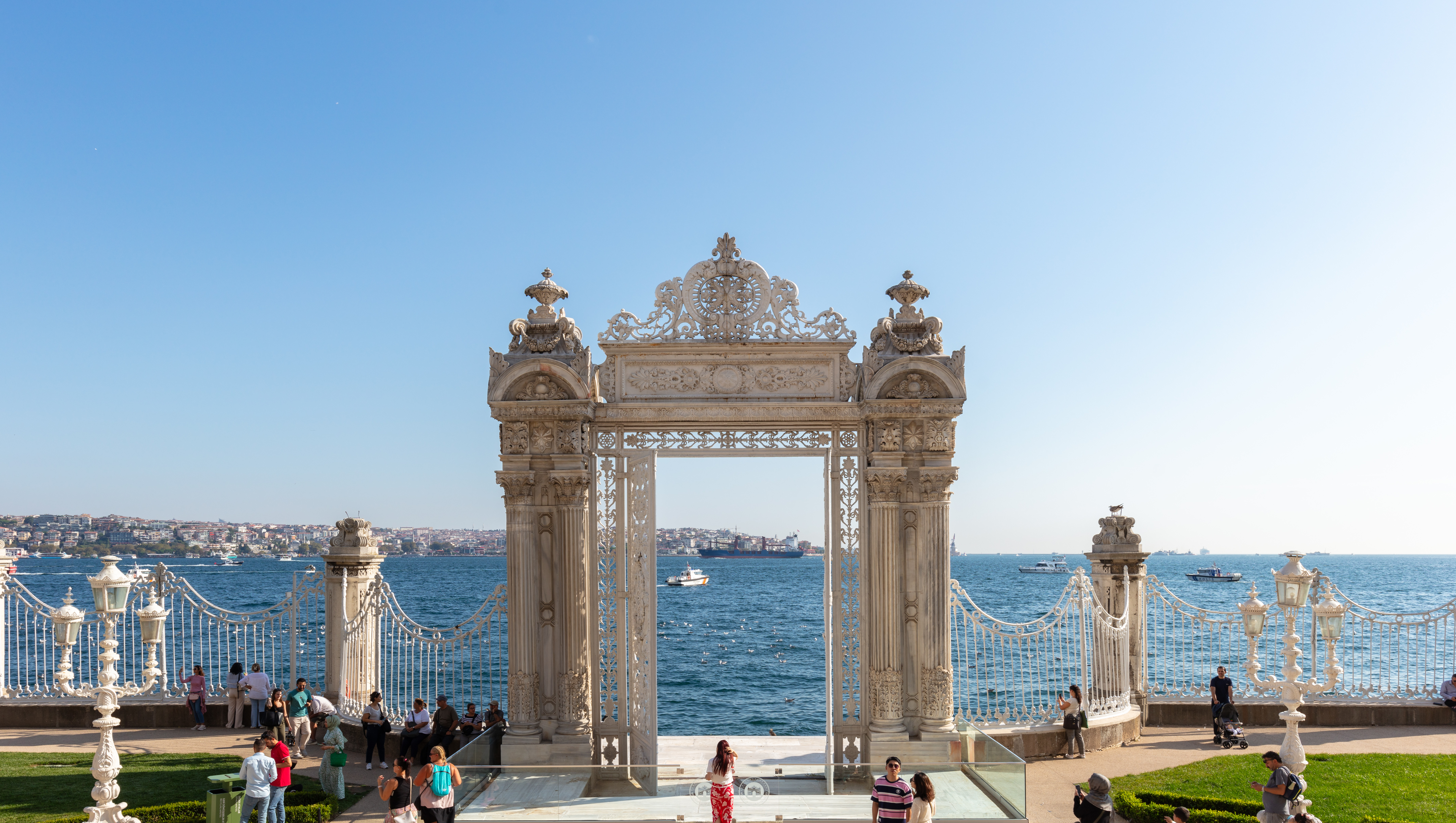
Bosporustor

Das Gebäude aus weißem Marmor misst in der Länge 600 Meter, hat eine Fläche von 45.000 m², 46 Säle, 285 Zimmer, sechs Hammām und 68 Baderäume. Das äußere Erscheinungsbild, insbesondere die Ansicht vom Bosporus aus, zeigt eine klassisch-europäische Zweiflügelanlage, die durch einen großen Mittelrisalit und Seitenrisalite gegliedert wird. Im Innern dieses europäischen Erscheinungsbildes wurde aber ein traditionell osmanisches Raumprogramm umgesetzt: Der Palast ist baulich streng getrennt in einen südlichen Flügel, der die öffentlichen Repräsentationsräume enthält, und einen nördlichen Teil, in dem sich der weitläufige private Wohnbereich für den Sultan und seinen Harem befindet. Scharnier zwischen den beiden Funktionsbereichen ist der große Empfangssaal (Muayede Salonu) mit einer Grundfläche von 2000 m² und einer 36 m hohen Kuppel. Da der Harem völlig von der Außenwelt abgeschlossen sein musste, betritt der externe Besucher – im Gegensatz zu einem europäischen Palast – das Gebäude an der südlichen Schmalseite, wo sich auch der Haupteingang befindet. Dort sind die Repräsentationsräume zum Empfang von Besuch und ausländischen Diplomaten angeordnet. Von hier entwickelt sich die Raumfolge auf den zentralen Empfangssaal hin, hinter dem sich dann die Räume des Harems entfalten. Der Harem weist acht miteinander verbundene Apartments für die Frauen des Kalif-Sultans und für seine Mutter auf, jedes mit eigenem Baderaum. Die dem Bosporus zugewandte Terrasse ist zum Ufer hin durch einen hohen Zaun abgeschlossen, dessen Tore zu Anlegestellen führen, die aber heute nicht mehr regelmäßig genutzt werden. Mit dem größeren Sultanstor im Norden, dem kleineren Schatztor im Westen, dem Uhrturm und der Moschee bildet der Palast ein architektonisches Ensemble.
Bemerkenswert ist zum einen die Ausstattung des Serails, die jeweils den technisch modernsten Standard aufwies, der zur Verfügung stand. So hatte der Palast von Anfang an Gasbeleuchtung und wassergespülte Toiletten, deren Technik aus Großbritannien importiert war. In kontinentaleuropäischen Palästen dieser Zeit gab es so etwas noch nicht. Nachträglich eingebaut wurden eine Zentralheizung und ein Aufzug. Bemerkenswert ist zum anderen auch die übrige Ausstattung des Palastes: 14 Tonnen Gold wurden allein verwendet, um die Decken des Palastes zu vergolden. Die zentrale Halle (Muayede) wird durch den größten Kronleuchter der Welt dekoriert. Fälschlicherweise wird dies als ein Geschenk der Königin Victoria von Großbritannien beschrieben. Dokumente, die als Kaufbelege dienen, weisen aus, dass der 750 Glühlampen aufweisende Kronleuchter bezahlt wurde und somit kein Geschenk der Königin war. Der Palast birgt heute die größte Sammlung von Kristallleuchtern aus Böhmen und Baccarat. Auch das Treppengeländer in einem der Repräsentations-Treppenhäuser besteht aus Kristall. Stilistisch entspricht die Ausstattung des im türkischen Renaissance-Stil erbauten Palastes einem osmanischen Historismus mit europäischen Renaissance- und Barockelementen, die vor allem von französischen und italienischen Künstlern stammen.

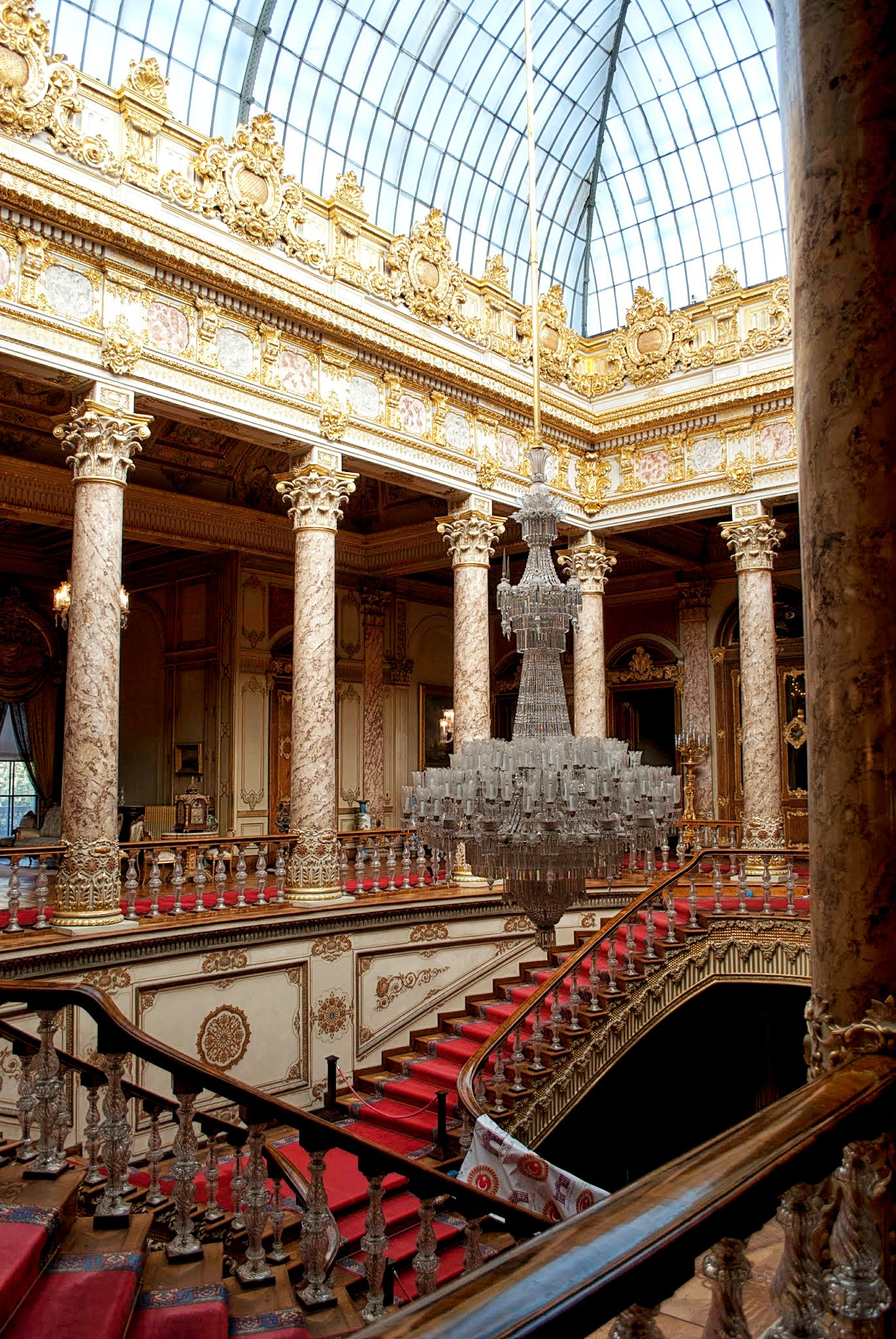
Kristalltreppenhaus
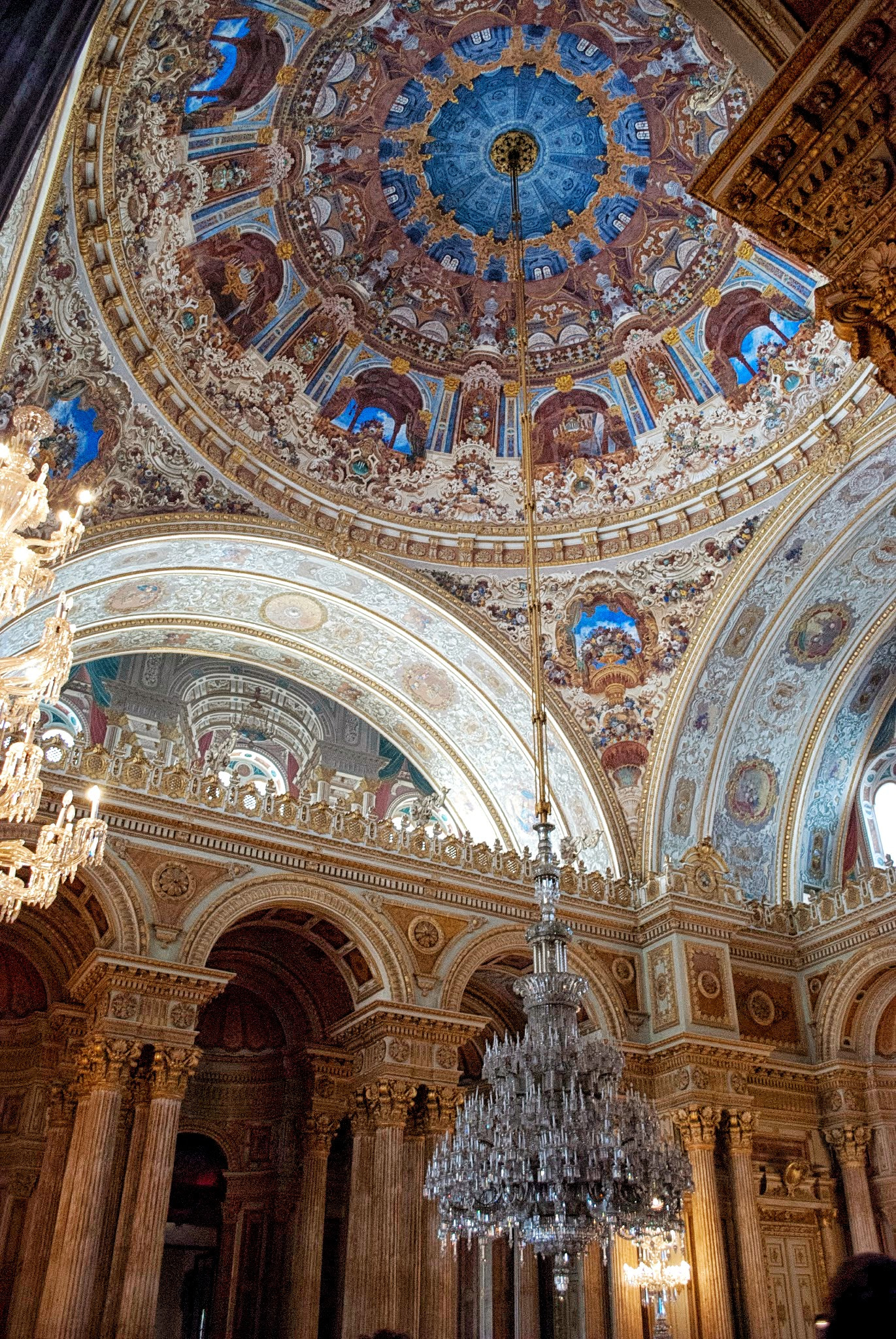
Festsaal
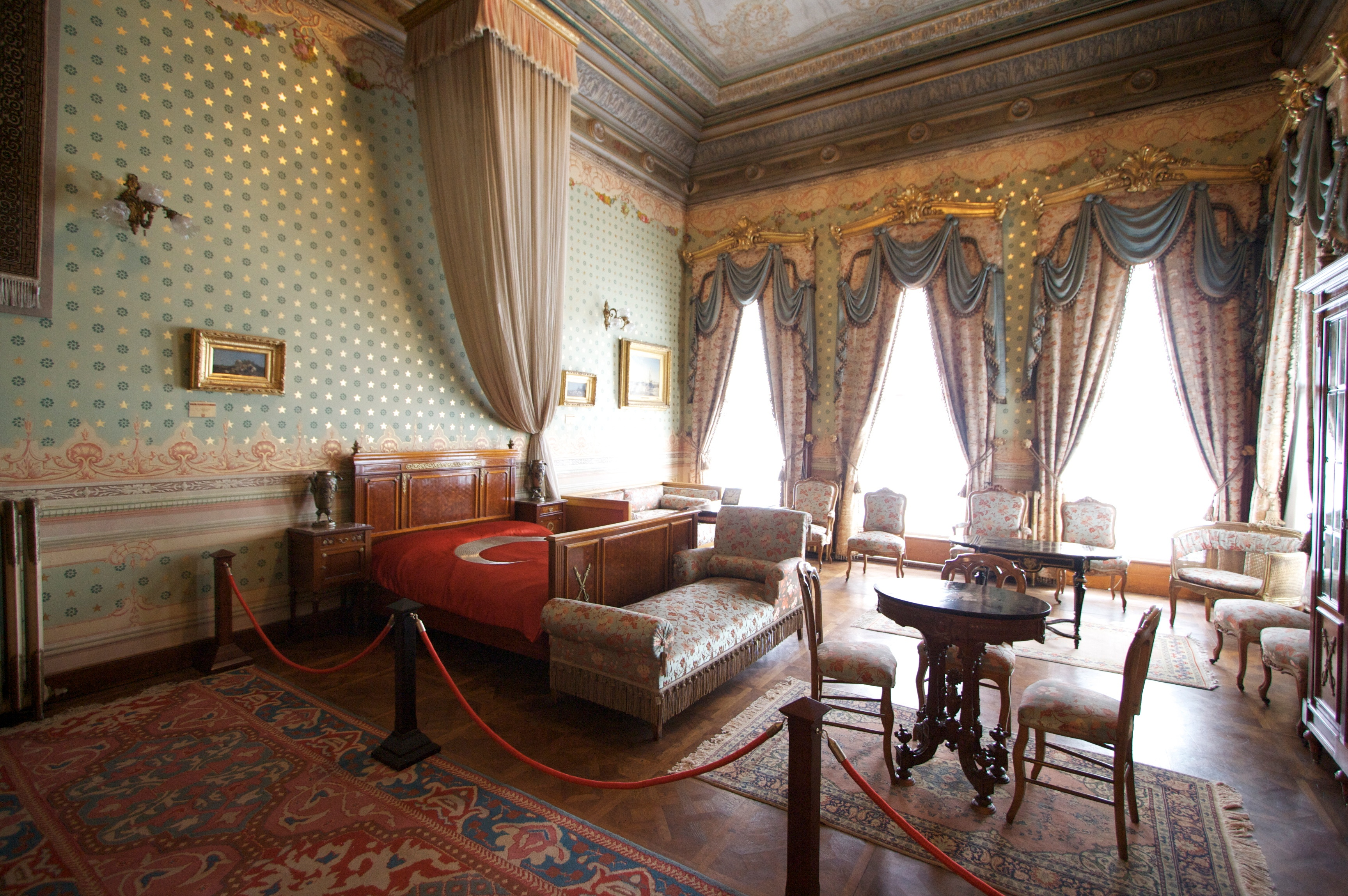
Atatürk-Sterbezimmer